# Saint-Thomé
Saint-Thomé ist eine französische Gemeinde mit 475 Einwohnern (Stand 1. Januar 2022) im Département Ardèche in der Region Auvergne-Rhône-Alpes; sie gehört zum Arrondissement Privas und dem Kanton Berg-Helvie.

## Geographie
Saint-Thomé liegt in einer Mittelgebirgslandschaft ca. 10 km westlich der Rhône zwischen Le Teil und Alba-la-Romaine. Das Dorf liegt auf einem Hügel am rechten Ufer des Flusses Escoutay, in den hier sein Zufluss Nègue einmündet.

## Bevölkerung
| Jahr                       | 1962 | 1968 | 1975 | 1982 | 1990 | 1999 | 2007 | 2017 |
| -------------------------- | ---- | ---- | ---- | ---- | ---- | ---- | ---- | ---- |
| Einwohner                  | 288  | 288  | 245  | 257  | 285  | 358  | 386  | 445  |
| Quellen: Cassini und INSEE |      |      |      |      |      |      |      |      |